# Docteur Jekyll et Mister Hyde (film, 1989)
Pour les articles homonymes, voir Docteur Jekyll et Mister Hyde.
Pour plus de détails, voir Fiche technique et Distribution.
Docteur Jekyll et Mister Hyde (Edge of Sanity) est un film britannico-franco-américain réalisé par Gérard Kikoïne, et sorti en 1989. Il s'agit d'une adaptation du célèbre roman de Robert Louis Stevenson, L'Étrange Cas du docteur Jekyll et de mister Hyde.

## Synopsis
L'histoire se déroule dans l'Angleterre du XIXe siècle. 
Londres, Le docteur Jekyll, très brillant médecin, fait des études sur la cocaïne afin d'en extraire la molécule responsable de l'absence de fatigue et de douleur. Il s'en sert d'ailleurs lui-même à petites doses afin de pouvoir travailler pendant des heures sans ressentir la moindre fatigue ou baisse d'attention. Ses recherches portent également sur l'anesthésie grâce à la cocaïne.
Sa vie est tout à fait normale, ses amis médecins et sa femme le portent en haute estime bien qu'ils aient des doutes sur ses recherches.
Mais un jour, tout bascule. Le petit singe sur qui le docteur Jekyll teste les effets de ses préparations à base de cocaïne renverse une solution expérimentale sur un énorme récipient contenant la drogue. Le docteur Jekyll se précipite alors pour empêcher le désastre mais il est trop tard, de la fumée se dégage et Jekyll en inhale par accident une très grosse quantité. C'est à ce moment que la personnalité de Jekyll se dédouble et que Mr. Hyde voit le jour.
Une telle dose de cocaïne aurait dû lui être fatale. Cependant, il n'en sort pas indemne. En effet, l'énorme quantité de drogue inhalée a eu des effets intenses sur son cerveau et a irrémédiablement modifié sa structure, le rendant schizophrène et dépendant au plus haut point à sa cocaïne, qu'il va transformer en Crack (stupéfiant)free base par la suite pour pouvoir la fumer.
Le jour, il est le docteur Jekyll, apparemment normal mais souffrant d'hallucinations et de vertiges dus à son mauvais côté qui est de plus en plus difficile de contenir. La nuit, il est Mr. Hyde, lorsqu'il arrête de lutter contre son double et déconnecte la partie consciente de son cerveau.
Mr. Hyde se révèle alors tout à fait l'opposé de Jekyll. C'est un tueur sanguinaire, froid, retors, calculateur et dont les notions de mort et de plaisir sont identiques. Il parcourt les rues londoniennes à la recherche de prostituées afin d'assouvir ses désirs... de mort. Il rencontre également certaines personnes très tordues et les initie à la cocaïne malgré eux, en tout cas au début, les rendant complètement fous et dépendant.
Finalement, le pauvre Dr. Jekyll sombrera lui aussi de plus en plus dans la folie et les barrières entre lui et Hyde finiront par s'effacer. L'éventreur pourra  enfin revendiquer son droit à l'existence.

## Fiche technique
- Titre : Dr. Jekyll et Mr. Hyde
- Titre original : Edge of Sanity
- Réalisation : Gérard Kikoïne
- Scénario :  J.P. Félix, Ron Raley, Edward Simons d'après le roman de Robert Louis Stevenson
- Production : Jacques Fiorentino
- Musique : Frédéric Talgorn
- Décors : Jean-Charles Dedieu
- Costumes : Valérie L'Année
- Photographie : Tony Spratling
- Maquillage : Carole Bennett
- Format : 1.85 : 1
- Pays d'origine : Royaume-Uni, France, États-Unis
- Genre : Film d'horreur
- Durée : 87 minutes
- Date de sortie : 
  -  14 avril 1989
  -  19 juillet 1989

## Distribution
- Anthony Perkins (VF : Jean-Pierre Moulin): Dr Jekyll/M. Hyde
- Glynis Barber : Elisabeth Jekyll
- Sarah Maur Thorp : Susannah
- David Lodge : Underwood
- Ben Cole : Johnny
- Ray Jewers : Newcomen
- Jill Melford : Flora
- Lisa Davis : Maria
- Noel Coleman : Egglestone
- Briony McRoberts : Ann Underwood